# La Chèvre
La Chèvre is een Franse film van Francis Veber die werd uitgebracht in 1981. Hij staat op de zesendertigste plaats van de lijst van de honderd grootste Franse filmsuccessen. 
Het draaien van de film verliep moeizaam door het gedrag van Gérard Depardieu, die gehoopt had op de rol vertolkt door Pierre Richard.

## Verhaal
Marie, een echte pechvogel, is de dochter van zakenman en PDG Alexandre Bens. Ze wordt ontvoerd in Mexico waar ze haar vakantie doorbrengt. Het onderzoek gevoerd door de ingehuurde privédetective Campana heeft niets opgeleverd. Daarop raadt de bedrijfspsycholoog van Alexandre Bens hem aan François Perrin, een van de werknemers, aan te stellen als teamgenoot van Campana. 
Volgens de bedrijfspsycholoog is er veel kans dat Perrin, die al even stuntelig is als de dochter van zijn baas, hetzelfde onheil overkomt en dat Campana en Perrin Marie op die manier terugvinden. Campana is meer dan sceptisch en hij ergert zich algauw aan Perrin, die de ene na de andere blunder opstapelt.

## Rolverdeling
| Acteur               | Personage                                        |
| -------------------- | ------------------------------------------------ |
| Pierre Richard       | François Perrin                                  |
| Gérard Depardieu     | Campana, de detective                            |
| Pedro Armendáriz Jr. | politiecommissaris Custao                        |
| Corynne Charbit      | Marie Bens                                       |
| Maritza Olivares     | de prostituee                                    |
| André Valardy        | meneer Meyer                                     |
| Jorge Luke           | Júan Larbal                                      |
| Sergio Calderón      | de gevangene                                     |
| Michel Robin         | Alexandre Bens                                   |
| Robert Dalban        | de technicus                                     |
| Michel Fortin        | de man met de bagagecaddie in de luchthaven Orly |